# ТБ/ФКС/Ройн
«ТБ/ФКС/Ройн» (фар. TB/FCS/Royn) — фарерський футбольний клуб, який представляє острів Сувурой. Утворений 17 грудня 2016 року в результаті злиття трьох клубів цього острова: «ТБ Творойрі», «Сувурой» і «Ройн». Кольори клубу — чорний і зелений.

## Історія клубу
«ТБ/ФКС/Ройн» був утворений 17 грудня 2016 року в результаті злиття трьох клубів Сувуроя: «ТБ Тверойрі» (прем'єр-ліга), «Сувуроя» (перший дивізіон) і «Ройна» (другий дивізіон). Зроблено це було з метою поліпшення результатів виступів представників острова в національній першості. Перша команда була сформована з найкращих футболістів сувуройских колективів. Першим головним тренером команди був призначений шотландець Моріс Росс. Перший матч фарерської Прем'єр-ліги клуб провів 12 березня 2017 року з «Фуглафьердуром» і за підсумками дебютного сезону зайняв 8 місце з 10.